# جاكسونفيل (أركنساس)
جاكسونفيل (بالإنجليزية: Jacksonville, Arkansas)‏ هي مدينة تقع في مقاطعة بولاسكي بولاية أركنساس في الولايات المتحدة. تبلغ مساحة هذه المدينة 73.1 (كم²)، وترتفع عن سطح البحر 87 م، بلغ عدد سكانها 28364 نسمة في عام 2010 حسب إحصاء مكتب تعداد الولايات المتحدة.

## التركيبة السكانية
حدّد مكتب تعداد الولايات المتحدة بيانات التركيبة السكانية لجاكسونفيل في تعداد الولايات المتحدة. في ما يلي، التركيبة السكانية حسب تعدادي 2000 و2010.

### تعداد عام 2000
بلغ عدد سكان جاكسونفيل 29,916 نسمة بحسب تعداد عام 2000، وبلغ عدد الأسر 10,890 أسرة وعدد العائلات 8,006 عائلة مقيمة في المدينة. في حين سجلت الكثافة السكانية 401.4 نسمة لكل كيلومتر مربع (1,039.6/ميل2). وبلغ عدد الوحدات السكنية 11,890 وحدة بمتوسط كثافة قدره 159.6 لكل كيلومتر مربع (413.4/ميل2).
وتوزع التركيب العرقي للمدينة بنسبة 68.92% من البيض و24.76% من الأمريكيين الأفارقة و0.50% من الأمريكيين الأصليين و1.98% من الأمريكيين ذوي الأصول الآسيوية و0.13% من سكان جزر المحيط الهادئ و1.14% من الأعراق الأخرى و2.58% من عرقين مختلطين أو أكثر و3.38% من الهسبانيون أو اللاتينيون من أي عرق.
بلغ عدد الأسر 10,890 أسرة كانت نسبة 43.4% منها لديها أطفال تحت سن الثامنة عشر تعيش معهم، وبلغت نسبة الأزواج القاطنين مع بعضهم البعض 55.1% من أصل المجموع الكلي للأسر، ونسبة 14.6% من الأسر كان لديها معيلات من الإناث دون وجود شريك،  بينما كانت نسبة 3.8% من الأسر لديها معيلون من الذكور دون وجود شريكة وكانت نسبة 26.5% من غير العائلات. تألفت نسبة 22% من أصل جميع الأسر من عدة أفراد يعيشون في نفس المنزل ونسبة 5.9% كانت تتألف من شخص يعيش بمفرده يبلغ من العمر 65 عاماً أو أكثر. وبلغ متوسط حجم الأسرة المعيشية 2.64، أما متوسط حجم العائلات فبلغ 3.08.
بلغ العمر الوسطي للسكان 29.5 عاماً. وكانت نسبة 29% من القاطنين تحت سن الثامنة عشر، وكانت نسبة 10.8% بين الثامنة عشر والرابعة والعشرين عاماً، ونسبة 31.4% كانت واقعةً في الفئة العمرية ما بين الخامسة والعشرين والرابعة والأربعين عاماً، ونسبة 17.5% كانت ما بين الخامسة والأربعين والرابعة والستين، ونسبة 7.2% كانت ضمن فئة الخامسة والستين عاماً فما فوق. يوجد لكل 100 أنثى 95.2 ذكر، ويوجد لكل 100 أنثى في الثامنة عشر من عمرها فما فوق 91.0 ذكر.
بلغ متوسط دخل الأسرة في المدينة 35,460 دولارًا، أما متوسط دخل العائلة فبلغ 40,381 دولارًا. وكان متوسط دخل الذكور 26,708 دولارًا مقابل 21,804 دولارًا للإناث. وسجل دخل الفرد الخاص بالمدينة 16,369 دولارًا. وكانت نسبة 11.9% من العائلات ونسبة 14.2% من السكان تحت خط الفقر، وكان من هؤلاء نسبة 21.1% تحت سن الثامنة عشر ونسبة 7.9% في الخامسة والستين من العمر وما فوق.

### تعداد عام 2010
بلغ عدد سكان جاكسونفيل 28,364 نسمة بحسب تعداد عام 2010، وبلغ عدد الأسر 10,936 أسرة وعدد العائلات 7,373 عائلة مقيمة في المدينة. في حين سجلت الكثافة السكانية 380.6 نسمة لكل كيلومتر مربع (985.7/ميل2). وبلغ عدد الوحدات السكنية 12,412 وحدة بمتوسط كثافة قدره 166.6 لكل كيلومتر مربع (431.5/ميل2).
وتوزع التركيب العرقي للمدينة بنسبة 57.69% من البيض و32.69% من الأمريكيين الأفارقة و0.60% من الأمريكيين الأصليين و2.10% من الأمريكيين ذوي الأصول الآسيوية و0.12% من سكان جزر المحيط الهادئ و2.70% من الأعراق الأخرى و4.09% من عرقين مختلطين أو أكثر و6.66% من الهسبانيون أو اللاتينيون من أي عرق.
بلغ عدد الأسر 10,936 أسرة كانت نسبة 37.1% منها لديها أطفال تحت سن الثامنة عشر تعيش معهم، وبلغت نسبة الأزواج القاطنين مع بعضهم البعض 44% من أصل المجموع الكلي للأسر، ونسبة 18.5% من الأسر كان لديها معيلات من الإناث دون وجود شريك،  بينما كانت نسبة 4.9% من الأسر لديها معيلون من الذكور دون وجود شريكة وكانت نسبة 32.6% من غير العائلات. تألفت نسبة 27.1% من أصل جميع الأسر من عدة أفراد يعيشون في نفس المنزل ونسبة 7.6% كانت تتألف من شخص يعيش بمفرده يبلغ من العمر 65 عاماً أو أكثر. وبلغ متوسط حجم الأسرة المعيشية 2.52، أما متوسط حجم العائلات فبلغ 3.05.
بلغ العمر الوسطي للسكان 30.8 عاماً. وكانت نسبة 26.9% من القاطنين تحت سن الثامنة عشر، وكانت نسبة 13.1% بين الثامنة عشر والرابعة والعشرين عاماً، ونسبة 27.5% كانت واقعةً في الفئة العمرية ما بين الخامسة والعشرين والرابعة والأربعين عاماً، ونسبة 22.2% كانت ما بين الخامسة والأربعين والرابعة والستين، ونسبة 10.3% كانت ضمن فئة الخامسة والستين عاماً فما فوق. وتوزع التركيب الجنسي للسكان بنسبة 49.3% ذكور و50.7% إناث.

## أعلام
- روبرت توماس
- كلينتون مكدونالد
- روكي غراي
- غريدي أدكينز
- بوب جونسون

## وصلات خارجية
- www.cityofjacksonville.net
- The US50 - Cities and Towns in Arkansas State
- 2012 United States Census Estimate